# Słupiec Dolny
Słupiec Dolny – dawna stacja kolejowa w Nowej Rudzie, w dzielnicy Słupiec; w województwie dolnośląskim, w Polsce.